# Traun
Traun (tiếng Đức Áo: [traʊn] ⓘ) là một đô thị của Áo nằm trên bờ bắc sông Traun và giáp với Linz, thủ phủ của Thượng Áo, về phía đông. Tên gọi Traun có nguồn gốc từ từ Celt nghĩa là "sông" (dru). Traun là thị trấn lớn thứ năm của Thượng Áo, thuộc huyện Linz-Land.

## Lịch sử
Thời kỳ đồ đá mới: Các phát hiện khảo cổ cho thấy những khu định cư đầu tiên xuất hiện khi con đường La Mã nối từ Wels đến Lorch (Enns).

Thế kỷ 6: Người Bavarii định cư tại khu vực Traun.

Khoảng 790: Tên gọi dru lần đầu tiên xuất hiện trong một văn bản.

Khoảng 813–824: Lần đầu được nhắc đến như một địa danh trong văn bản.

1113: Bằng chứng đầu tiên về lâu đài có hào nước cũ.

1560: Lâu đài được tái thiết theo phong cách Phục hưng.

1725: Lâu đài được tái thiết theo phong cách Baroque.

1784: Trường học đầu tiên tại Traun được mở cửa.

1785: Hợp nhất với các làng St. Dionysen và Oedt.

Khoảng 1850: Xuất hiện các ngành công nghiệp đầu tiên: Enderlin, Berl và anh em nhà Graumann (dệt), Dr. Feurstein (giấy), Gabler (sản phẩm tấm và bện), Enenkel (nhà máy giấm).

1851: Khánh thành trường Tin Lành đầu tiên.

1876: Quận St. Martin được chuyển từ cộng đồng Kleinmünchen sang Traun.

1882: Xây dựng nhà thờ giáo xứ Công giáo.

1884: Chủ lâu đài (Bá tước Abensperg-Traun) trở về điền trang ở Hạ Áo.

1913: Khánh thành nhà thờ Tin Lành.

1915: Khánh thành trường Tin Lành mới.

1965: Hồ Oedter See bắt đầu được sử dụng để tắm.

1973: Traun, "ngôi làng lớn nhất Áo", được nâng cấp thành thành phố. Trung tâm trường liên bang Traun (Bundesschulzentrum Traun, nơi có hai trường trung học Bundesrealgymnasium và Handelsakademie) mở cửa. Thiết kế hiện đại của tòa nhà trở thành mẫu cho các trường học những năm 1970.

1975: Trung tâm tắm (Badezentrum) mở cửa với hai hồ bơi trong nhà, phòng tắm hơi và nhà hàng. Sau đó được mở rộng với hồ bơi ngoài trời, bãi cỏ tắm nắng và sân trượt băng.

1979: Trung tâm thể thao và sân vận động (HAKA-Arena) được khánh thành.

1982: Trung tâm cứu hỏa, hội chữ thập đỏ và bưu điện viễn thông được khai trương.

1985: Khánh thành Tòa thị chính mới và Phòng trưng bày thành phố.

1991: Giới thiệu hệ thống xe buýt thành phố.

1997: Hoàn thành tuyến B139 mới (đường tránh) và mở cửa Spinnerei (trung tâm văn hóa dành cho thanh niên).

1999: Tái thiết quảng trường chính, sân trượt băng mới và cải tạo trung tâm tắm.

2002: Trường trung học kỹ thuật HTL-Traun (Höhere technische Lehranstalt) mở cửa, ban đầu trong một tòa nhà tạm.

2005: Khánh thành Tòa án quận Traun.

2012: Tòa nhà mới của trường HTL-Traun chính thức mở cửa.

## Cơ sở giáo dục
Traun còn được biết đến như là thành phố học đường vì có hầu hết các loại hình cơ sở giáo dục.
- 11 trường mẫu giáo: Oedt, St. Dionysen I, St. Dionysen II, St. Martin, Zentrum, Traun I, Traun II, Traun III, Traun IV, Caritas-Kindergarten St. Dionysen và St. Martin
- 4 trường tiểu học: Volksschule Oedt, Volksschule Traun, Volksschule St. Dionysen và Volksschule St. Martin
- 3 trường trung học cơ sở: Hauptschule I (Tin học), Hauptschule II (Âm nhạc), Hauptschule St. Martin
- 2 trường tiểu học/trung học khác: Integratives Schulzentrum, Polytechnische Schule
- 3 trường trung học phổ thông: Bundesrealgymnasium (700), Handelakademie/Handelsschule, Höhere technische Lehranstalt und Fachschule (300)
- 2 cơ sở giáo dục người lớn: BFI Traun, Volkshochschule Traun
- 1 trường âm nhạc: Landesmusikschule

## Kinh tế
Traun nằm ở trung tâm kinh tế của Thượng Áo. Một số công ty quốc gia và quốc tế đặt trụ sở tại Traun như Internorm, Ed. Haas, Pez, Tannpapier (Trierenberg Holding), Feurstein (Delfort Group), Ing. Voith, C+C Pfeiffer, delfortgroup và Gabler Band.
Có hơn 1.200 công ty tại Traun với khoảng 11.000 nhân viên.

## Giao thông

### Sân bay
Sân bay Linz chỉ cách Traun 3,9 km (2,4 mi).

### Đường sắt
Tuyến Phyrnbahn chạy qua Traun từ đông bắc xuống nam. Có hai ga đường sắt tại Traun trên tuyến Phyrnbahn: St. Martin và Traun.

### Đường cao tốc (Autobahn)
- A1 (West Autobahn): Lối ra Traun (1,8 km), Lối ra Ansfelden (4,6 km)
- A7 (Mühlkreis Autobahn): Lối ra Franzosenhausweg (2,0 km), Lối ra Salzburger Straße (3,3 km)
- A25: Lối ra Weißkirchen (8,6 km), Lối ra Marchtrenk (9,1 km)

### Đường quốc lộ (Bundesstraßen)
- B1 (Wiener Bundesstraße) chạy dọc theo ranh giới phía bắc của Traun.
- B139 (Kremstalbundesstraße) cắt ngang Traun từ bắc sang đông.

### Đường tỉnh (Landstraßen)
- L532: Neubauerstraße, Johann Roithner-Straße
- L1386: Leondinger-Straße

### Xe điện (Tramway)
Mùa xuân năm 2016, tuyến số 3 của Hệ thống xe điện Linz được mở rộng đến Traun với 4 trạm dừng: Traun - Trauner Kreuzung, Traun - Friedhof, Traun - Hauptplatz và Traun - Schloss.

### Xe buýt
- Wilhelm Welser Verkehrsbetriebe Traun vận hành xe buýt trên 14 tuyến tại Traun, kết nối Traun với tất cả các thành phố và cộng đồng lân cận. Hầu hết các tuyến chỉ có một xe buýt hoạt động và do đó tần suất chỉ 1 chuyến/giờ.
- Theo ủy quyền của Traun, Wilhelm Welser cũng vận hành bốn tuyến xe buýt nội thành với tần suất 30 phút/chuyến.
- Linz AG có một tuyến duy nhất (tuyến 43) kết nối Traun với mạng lưới của mình. Tuyến này có 5 điểm dừng dọc biên giới phía bắc của Traun và được khai thác với tần suất 15 phút trong hầu hết thời gian.

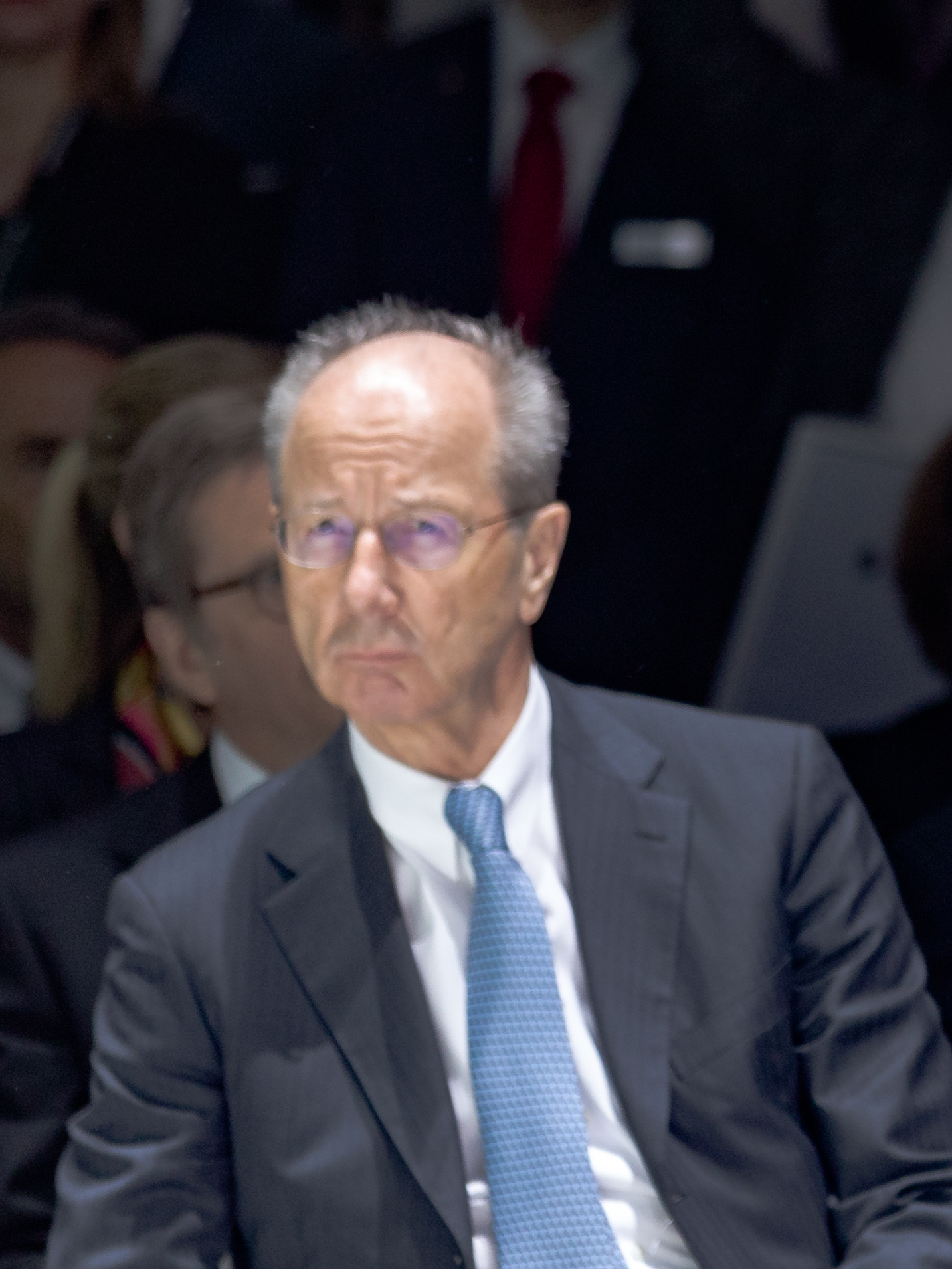
Hans Dieter Pötsch, 2018

## Nhân vật đáng chú ý
- Francisco Stockinger (1919–2009), nghệ sĩ Áo/Brazil, nhà điêu khắc, nghệ sĩ đồ họa và in ấn
- Josef Pühringer (sinh 1949), chính trị gia (ÖVP), Thống đốc Thượng Áo
- Hans Dieter Pötsch (sinh 1951), doanh nhân ngành ô tô, thành viên ban quản trị Volkswagen
- Harald Seidl, (DE Wiki) (sinh 1955), chính trị gia (SPÖ), Thị trưởng Traun giai đoạn 2003–2015
- Martina Salomon, (DE Wiki) (sinh 1960), học tại địa phương, nhà báo, Phó tổng biên tập báo Kurier
- Jürgen Koch (sinh 1973), vận động viên cầu lông